# Referendum w Szwecji w 1955 roku

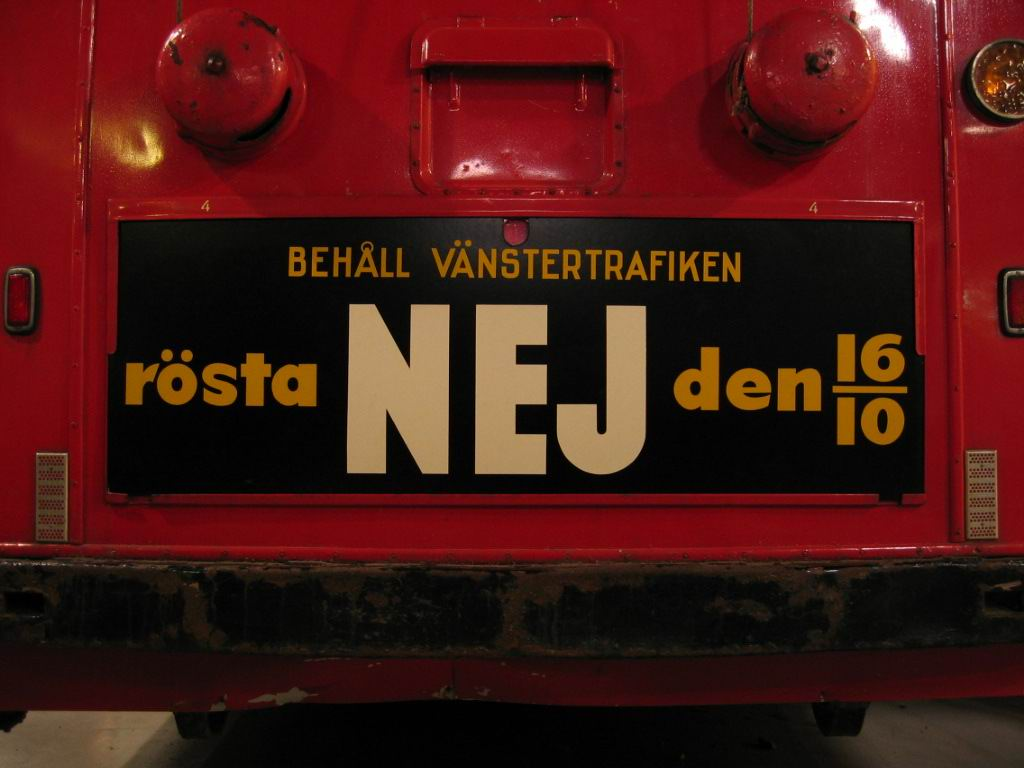
Reklama na tyle sztokholmskiego trolejbusu, zachęcająca do głosowania przeciw zmianie organizacji ruchu, w referendum z 16 października 1955

Referendum w Szwecji w 1955 roku – głosowanie przeprowadzone w 1955, dotyczyło wprowadzenia ruchu prawostronnego. Podczas głosowania 85% obywateli opowiedziało się przeciw zmianie. Pomimo sprzeciwu w referendum, uchwałą Riksdagu, w niedzielę 3 września 1967, dokładnie o godzinie 5:00 rano wprowadzono ruch prawostronny.